# Nunnan och spelaren
Nunnan och spelaren (engelska: Come to the Stable) är en amerikansk film från 1949, regisserad av Henry Koster. Den bygger på en sann historia som nedtecknats av Clare Boothe Luce. Filmen nominerades till 7 Oscars, men vann inte i någon kategori. Den nominerades även till en Golden Globe för bästa film.

## Handling
Två nunnor kommer till en stad i New England för att försöka bygga ett barnsjukhus. De stöter på flera hinder längs vägen, men allt fler personer bestämmer sig för att hjälpa dem.

## Rollista
| - Loretta Young – syster Margaret - Celeste Holm – syster Scholastica - Hugh Marlowe – Robert Mason - Elsa Lanchester – Amelia Potts - Thomas Gomez – Luigi Rossi - Dorothy Patrick – Kitty Blaine - Basil Ruysdael – biskopen | - Dooley Wilson – Anthony James - Regis Toomey – Monsignor Talbot - Mike Mazurki – Sam - Louis Jean Heydt – Al Newman (ej krediterad) - Marion Martin – manikyrist (ej krediterad) |